# Квартальная сеть

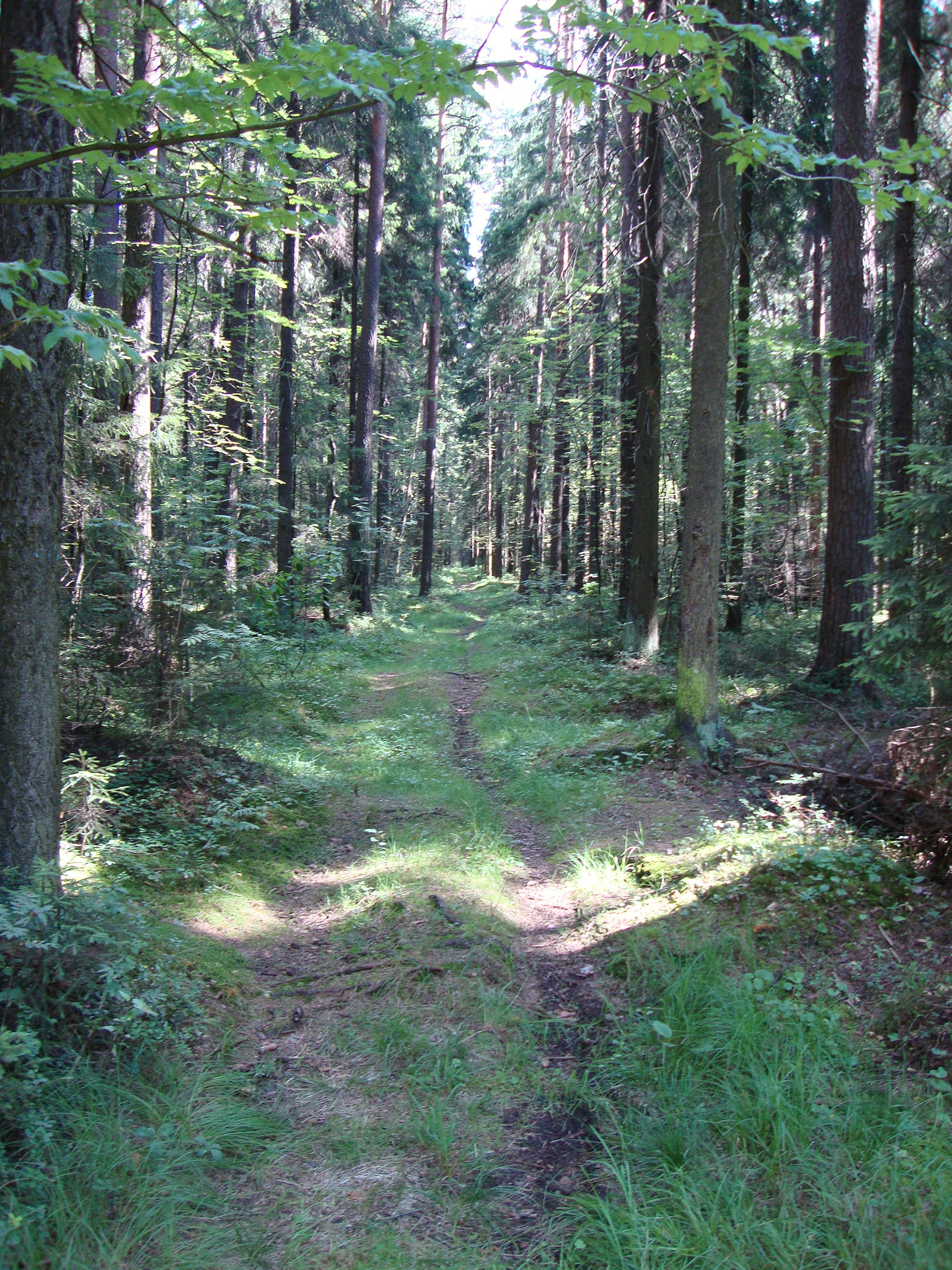
Просека

Квартальная сеть — система лесных кварталов, создаваемая на землях лесного фонда с целью инвентаризации лесного фонда, организации и ведения лесного хозяйства и лесопользования.
Квартальная сеть обеспечивает учёт лесного фонда, хозяйственную деятельность лесхозов; помогает ориентации в лесу; облегчает проведение геологических, топографических, землеустроительных изысканий. Проект квартальной сети составляется отдельно по каждому лесничеству на основе планово-картографических лесоустроительных материалов бывшего лесоустройства, материалов аэрофотосъемки и топографических карт.
При устройстве равнинных лесов проектируется прямоугольная квартальная сеть с прокладкой просек с севера на юг и с востока на запад. При устройстве горных лесов квартальная сеть проектируется с учётом сложившихся или предполагаемых грузопотоков, с наибольшим употреблением естественных разграничительных рубежей. При составлении проекта квартальной сети в качестве квартальных просек могут быть использованы: магистральные пути транспорта, неизменно действующие лесовозные, лесохозяйственные и противопожарные дороги, противопожарные разрывы, трассы линий электропередачи и газопроводов, реки. Мелкие разрозненные участки леса, изолированные от основного массива, степные колки объединяются в сборные кварталы.
В Архангельской области просеки расположенные с запада на восток расчерчивают лесные массивы на полосы шириной 2 или 4 км. В профессиональном обиходе эти просеки называют параллелями. С севера на юг эти полосы нарезаются шириной по 2 км. Квартальные просеки, прорубленные с севера на юг, чередуются с более узкими визирами, и расстояние между ними примерно один километр. На пересечениях и на углах поворота устанавливались квартальные и визирные столбы. Первые просеки на севере России прокладывались, очевидно, при генеральном межевании в конце XVIII и в течение XIX века. Они разделяли безбрежную территорию европейского Севера на губернии, уезды, лесничества, владения и дачи. Некоторые из этих граничных рубежей сохраняются и служат до сего дня. Так, например, в Шенкурском лесхозе есть просека, которую до сих пор зовут «губернской», разделявшей когда-то Архангельскую и Вологодскую губернии. Возраст ей полтораста лет. Разделять лесные дачи просеками на прямоугольные кварталы стали уже при лесоустройстве с конца XIX и в течение XX веков.
Надо полагать, что на работу по разрубке и прочистке просек подряжали большое количество рабочих: крестьян из близлежащих деревень, а позднее — рабочих леспромхозов, сезонных рабочих. Руководили этими работами помощники таксаторов, землеустроители (в советское время такая должность была в каждой лесоустроительной партии), десятники.
Во всех документах по лесоустройству оговаривается, что если проекты квартальной сети уже существуют, то следует привязываться именно к ним. Высказывается предположение, что практически весь лесной фонд европейской части России, плюс часть леса за Уралом, примерно до Тюмени, разбита на верстовую квартальную сеть (ширина квартала около 1067 метров (1 путевая верста)). А это значит, что проект и практическая прокладка квартальной сети на большей части лесных территорий европейской части России были сделаны не позже 1918 года. Именно в это время в России была принята к обязательному использованию метрическая система мер, и верста уступила место километру.

## Лесной квартал
Лесной квартал имеет постоянные границы и является основной учётной единицей лесного фонда. Каждый квартал расчленяется при лесоинвентаризации на таксационные выделы, являющиеся первичными лесоучетными единицами.

## Квартальные столбы

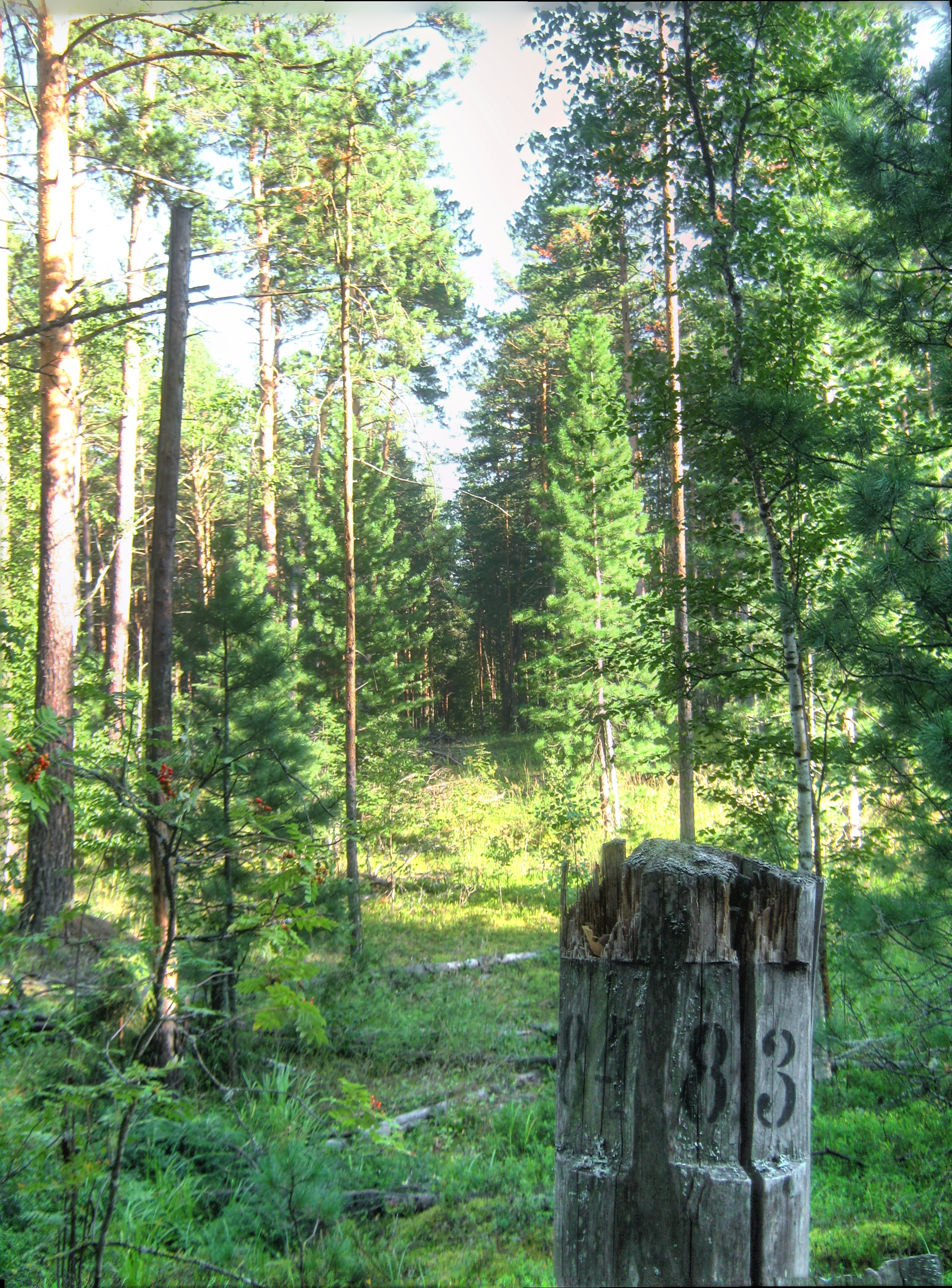
Квартальный столб

В местах выхода квартальных просек на границу лесничества, лесопарка устанавливаются лесоустроительные знаки (в том числе граничные квартальные столбы). На нижней щеке граничного квартального столба, расположенной по перпендикуляру к землям, на которых располагаются леса, делается надпись ЗЛФ (земли лесного фонда), или ЗООПТ (земли особо охраняемых природных территорий), или ЗНП (земли населённых пунктов), или ЗОБ (земли обороны и безопасности). Формы, размеры, правила установки их определены ОСТ 56-44-80 «Знаки, натурные, лесоустроительные и лесохозяйственные. Типы, размеры и общие технические требования».
В местах пересечения между собой квартальных просек на границах защитных, эксплуатационных и резервных лесов, а также особо защитных участков лесов могут устанавливаться лесоустроительные знаки. На нижней щеке, обращённой по перпендикуляру в сторону той или иной категории лесов, особо защитного участка лесов делается надпись: ЗЛ — защитные леса, ЭЛ — эксплуатационные леса, РЛ — резервные леса, ОЗУ — особо защитный участок лесов.
При установке граничных квартальных столбов при пересечениях с проезжими просеками допускается их отнесение в направлении диагонали лесного квартала, расположенного севернее и западнее точки пересечения осевых линий просек, на расстояние, обеспечивающее их хорошую видимость и сохранность от повреждения транспортом.
При выходе квартальной просеки на непроходимую безлесную местность, на которой установка граничного квартального столба в точке пересечения с другой просекой невозможна, в местах выхода её на доступную территорию до и после недоступной местности устанавливаются, соответственно, граничные квартальные столбы.

## Визирные столбы
Устанавливаются при выходе визиров на просеки и границы. Верх визирного столба стёсывается на два ската. Гребень столба и окно с надписями направляются по визиру. На окне пишется: в числителе — номер визира римскими цифрами и в знаменателе — номер квартала. Если в квартале один визир, на окне визирного столба пишется только номер квартала. При прорубке в квартале нескольких визиров они нумеруются с запада на восток. Если визиры соседних кварталов прорублены из одной точки, то на столбе вырубается два окна с его противоположных сторон.

## Указательные столбы
Указательные столбы типа квартальных и визирных устанавливаются на пересечении квартальных просек, границ и визиров с шоссейными, железными и грунтовыми дорогами, на пересечении с лесными тропами, сплавными реками и озёрами. Устанавливают их по ходу промера, не переходя придорожную канаву, тропу, реку, с таким расчётом, чтобы их можно было легко увидеть с дороги, тропы и лодки. Указательные столбы у рек ставятся с таким расчётом, чтобы они не могли быть снесены половодьем или повреждены ледоходом.
При пересечении просеками (границами, визирами) больших озёр указательные столбы ставятся на обоих берегах. На указательном столбе вырубается дополнительное окно, на котором надписывается расстояние от начала промера: в числителе — километры, в знаменателе — метры.
На границах зелёных зон, защитных и запретных полос по просекам и визирам устанавливаются указательные столбы типа квартальных и визирных с дополнительным окном, на котором пишется «33» (зелёная зона), «ЗП» (защитная, запретная полосы). Это дополнительное окно должно быть обращено в сторону обозначаемой категории леса.
Граничные хозяйственные столбы устанавливаются на углах поворота более 180°±2°, если межевые знаки землеустройства оказались утраченными.